# Jemez Springs, New Mexico
Jemez Springs, New Mexico (енгл. Jemez Springs) град је у америчкој савезној држави Њу Мексико.

## Демографија
По попису из 2010. године број становника је 250, што је 125 (-33,3%) становника мање него 2000. године.
| Група             | 2000.       | 2010.       |
| Белци             | 252 (67,2%) | 169 (67,6%) |
| Афроамериканци    | 0 (0,0%)    | 1 (0,4%)    |
| Азијати           | 7 (1,9%)    | 2 (0,8%)    |
| Хиспаноамериканци | 103 (27,5%) | 73 (29,2%)  |
| Укупно            | 375         | 250         |